# Mina (TWICE)
名井南（日语：／ Myoi Mina；1997年3月24日—），藝名Mina（韓語：미나），是KPOP歌手，現為韓國JYP娛樂旗下女子組合TWICE及其分隊MISAMO的成員，在隊內擔任主舞及副唱。

## 早年生活及教育
名井南1997年3月24日出生於美國德克萨斯州比爾縣聖安東尼奧，父亲名井陽是大阪大學的骨科教授。母亲名為名井幸子（音译，婚前姓“寺尾”；）。哥哥名井海比她大五歲，曾留學美國。
根據日本国籍法和美國國籍法的规定，Mina出生時即擁有日本和美國雙重公民權。但是根據日本法律中的日本國籍法规定，她必須在22歲之前選擇一個國籍，否則她可能會失去日本國籍。且五年内不准入境日本，还会受到三年监禁和35万日元的罚款。2019年6月，她隨成員於美國駐韓大使館辦理簽證，間接證明Mina放棄美國國籍。同年8月，《聯邦公報》發布的《放棄美國國籍或綠卡身份者季度名單》中，出現了Mina的外文本名“Mina Sharon Myoi”，更加證明Mina已於該季度前放棄美國國籍。
一歲時，父親讀醫學成在大阪大學擔任骨科教授而舉家回流日本並居住於兵庫縣西宮市。中學時期，Mina開始接觸韓國流行音樂，最初接觸的是少女時代的《Genie》，曾與朋友一起學習少女時代的舞蹈。在加入Urizip舞蹈學校進行更多現代舞蹈訓練之前，曾學習了11年的芭蕾。
2013年，於JYP娛樂全球試鏡的最後一天，Mina在大阪市梅田与母亲購物時，被JYP娛樂的星探發掘。但父母親因她未完成高中學業而反對她前往韓國，在Mina鍥而不捨地說服下，父母終於同意。高中尚未畢業的Mina前往韓國成為JYP娛樂旗下的練習生。

## 演藝生涯

### 2013年－2015年：出道前
2013年，於JYP娛樂全球試鏡的最後一天，Mina在日本大阪市梅田与母亲購物時，被JYP娛樂的星探發掘，因試鏡歌唱宇多田光的《First Love》而合格通過試鏡。於2014年1月2日成為JYP娛樂旗下的練習生，被誉为JYP最美练习生。
2015年，Mina參加JYP娛樂与Mnet合作制作為選拔新女子音樂組合最佳人選的生存實境節目《SIXTEEN》，为第十位公開身份的練習生。在最終任務後，Mina在最終選拔獲第四名，成為TWICE的出道成員之一，是練習時間最短的成員（11個月）。

### 2015年－至今：TWICE
2015年10月7日，JYP娛樂公開首張TWICE的預告照片。於同年10月20日正式出道，發行首張迷你專輯《THE STORY BEGINS》以及主打歌曲《Like OOH-AHH》。
2016年9月15日，Mina在TWICE Melody Project中成為第一位公開翻唱作品的成員。
2017年，TWICE参加了第十一屆《MBC偶像明星運動會》，其中Mina與多賢代表「跑到最後隊」的成员。第十二屆運動會上，Mina參加第一屆韻律體操（圈操），因正式比賽時失誤而終獲第六名，分數為9.8分。后因準備第十三屆錄影和第二屆女子韻律體操，Mina沒有回日本參加成年禮，在第二屆女子韻律體操（球操）上以12.25分（難度分4.05，實施分8.20，扣分0.00）的成绩與FIESTAR曹璐並列金牌。此後雙方都沒有再參加比賽。
2019年7月11日，TWICE所屬公司JYP娛樂發布公告：Mina因對站在舞台上感到突然的極度緊張與不安，經本人與成員的充分商議，認為目前Mina的健康狀況需要進一步治療，因此Mina將不參與接下來的世界巡迴演唱會《TWICE WORLD TOUR 2019：TWICELIGHTS》。8月27日，JYP娛樂透露：Mina被確診為焦慮症，將不會與其他團員宣傳新專輯，但已為新專輯錄音和拍攝主打歌MV。
2019年10月20日，即隊伍出道四週年，Mina以《Feel Special》打歌服出席四週年紀念暨萬聖節粉絲見面會，事隔三個月出現在公共場合。三天後，以特別表演嘉賓形式，代替身體抱恙但有隨團出國的彩瑛參加《TWICE WORLD TOUR 2019：TWICELIGHTS》北海道札幌站演唱會。10月27日，Twice以完全體在其千葉市站表演。10月29日不回韓，為《MCountdown》作事前錄製。
2020年2月1日，原本為志效生日，而參加日本粉絲見面會，卻因冠状病毒疫情爆發而取消。2月11日，Twice以完全體在《TWICE WORLD TOUR 2019：TWICELIGHTS》福岡站演唱會，也是第一次全員現場表演《Feel Special》。
2022年5月23日，JYP娛樂公告其確診新冠肺炎。
2023年7月26日，與Momo和Sana組成MISAMO小分隊在日本出道。

## 創作作品
韓國音樂著作權協會登記編號為10023502。
| 發佈日期      | 歌曲名稱              | 收錄專輯      | 性質     |
| 2018年7月9日  | Shot thru the heart   | Summer Nights | 合作作词 |
| 2019年9月23日 | 21:29                 | Feel Special  | 合作作词 |
| 2022年7月27日 | Celebrate             | Celebrate     | 合作作词 |
| 2023年7月26日 | It's not easy for you | Masterpiece   | 合作作词 |
| 2024年11月6日 | Misty                 | HAUTE COUTURE | 合作作词 |

## 音樂作品

### 其他歌曲
| 形式     | 發佈日期       | 歌曲名稱       | 收錄專輯              | 連結                                          |
| 數位單曲 | 2016年9月14日  | 좋은 사람 好人 | MELODY PROJECT - MINA | . [2017-02-22]. （原始内容存档于2019-06-09）. |
| 數位單曲 | 2021年12月19日 | Snowman (Sia)  | MELODY PROJECT - MINA | . [2022-01-06]. （原始内容存档于2021-12-19）. |
| 數位單曲 | 2024年11月6日  | Misty          | 《HAUTE COUTURE》     |                                               |

### 參與音樂錄影帶
| 年份   | MV                   | 歌手                                            | 合作藝人                                 |
| 2014年 | FEEL （日文版）      | 俊昊                                            | Momo、Sana                               |
| 2015年 | R.O.S.E（日文版）    | 祐榮                                            | Momo、多賢                               |
| 2015年 | Only You             | miss A                                          | 娜璉、定延、Momo、志效、彩瑛、子瑜       |
| 2016年 | Fire                 | 朴軫永、柯南·奧布萊恩、史蒂文·連、朴智敏（15&） | 娜璉、定延、Momo、Sana、志效、彩瑛、子瑜 |
| 2017年 | Winter 一人 （聲演） | 澤演                                            |                                          |

## 影視作品
僅列出Mina的個人影視作品，團體影視作品請參考TWICE媒體作品列表條目。

### 廣播電台
| 日期          | 電台         | 節目名稱                 | 團員共同演出                             |
| 2016年1月1日  | SBS Power FM | 《崔華靜的Power Time》   | Momo、Sana、志效、子瑜                   |
| 2016年5月30日 | SBS Power FM | 《李國主的Young Street》 | 娜璉、Momo、Sana、志效、多賢、彩瑛       |
| 2016年6月2日  | KBS Cool FM  | 《趙胤熙的Volume up》    | 娜璉、Momo、Sana、志效、多賢、彩瑛、子瑜 |
| 2017年2月27日 | KBS Cool FM  | 《Kiss The Radio》       | 娜璉、定延、Momo、Sana、多賢、子瑜       |
| 2020年11月3日 | KBS Cool FM  | 《鄭恩地的歌謠廣場》     | Sana、子瑜                               |

### 特別舞台
| 日期           | 活動名稱                | 表演節目                  | 共同演出                                            | 相關連結                                                                                   |
| 2016年12月26日 | SBS歌謠大戰             | Opening Show-Modern dance | Momo、이루다、程瀟、鄭叡仁、Jimin、N                | . [2022-05-26]. （原始内容存档于2022-06-03）.                                              |
| 2016年12月26日 | SBS歌謠大戰             | JYP Dance Stage           | (部分成員) Gfriend、GOT7、SEVENTEEN                 | . [2022-05-26]. （原始内容存档于2017-08-11）.                                              |
| 2018年4月11日  | Music Bank in chile     | Gashina (가시나) cover    | 娜璉、Momo、彩瑛                                    | . [2022-05-26]. （原始内容存档于2022-07-12）.                                              |
| 2018年12月12日 | MAMA                    | BOUNCE (Dubstep Ver.)     | Momo、崔叡娜、本田仁美、JAY B、金有謙、Shownu、亨元 | . [2022-05-26]. （原始内容存档于2022-06-03）.                                              |
| 2018年12月12日 | MAMA                    | Bad Girl, Good Girl cover | 娜璉、Momo、Sana                                    | . [2022-05-26]. （原始内容存档于2022-06-06）.                                              |
| 2019年2月23日  | Music Bank in Hong Kong | MOVE cover                | Momo、多賢、彩瑛                                    | . [2022-05-26]. （原始内容存档于2022-06-10）.. [2022-05-26]. （原始内容存档于2022-05-26）. |

### 主持
| 日期          | 電視台 | 節目名稱         | 團員共同演出 | 備註       |
| 2016年11月3日 | Mnet   | 《M! Countdown》 | 志效、多賢   | Special MC |
| 2017年2月23日 | Mnet   | 《M! Countdown》 | 彩瑛         | Special MC |

### MINA TV
| 日期          | 節目名稱                               | 連結                                          |
| 2020年3月25日 | MINARI's Game broadcast                | . [2022-05-26]. （原始内容存档于2022-06-07）. |
| 2020年4月1日  | MINARI's LEGO ASMR                     | . [2022-05-26]. （原始内容存档于2022-06-06）. |
| 2021年5月4日  | Happy Children’s Day! MINA’s Lego Time | . [2022-05-26]. （原始内容存档于2022-06-16）. |

## 出版物
僅列出Mina的個人出版物，團體部分請參考TWICE條目。

### 寫真書
| 發行日期       | 書名               | 內容        | 備註 |
| 2020年12月30日 | 《Yes, I am Mina》 | 彩色，254頁 |      |